# Гектор Парду
Гектор Парду (англ. Hector Pardoe, 29 березня 2001) — британський плавець.
Учасник Олімпійських Ігор 2020 року, де в марафонському плаванні на 10 кілометрів не фінішував.